# Saint-Colomban (Carnac)

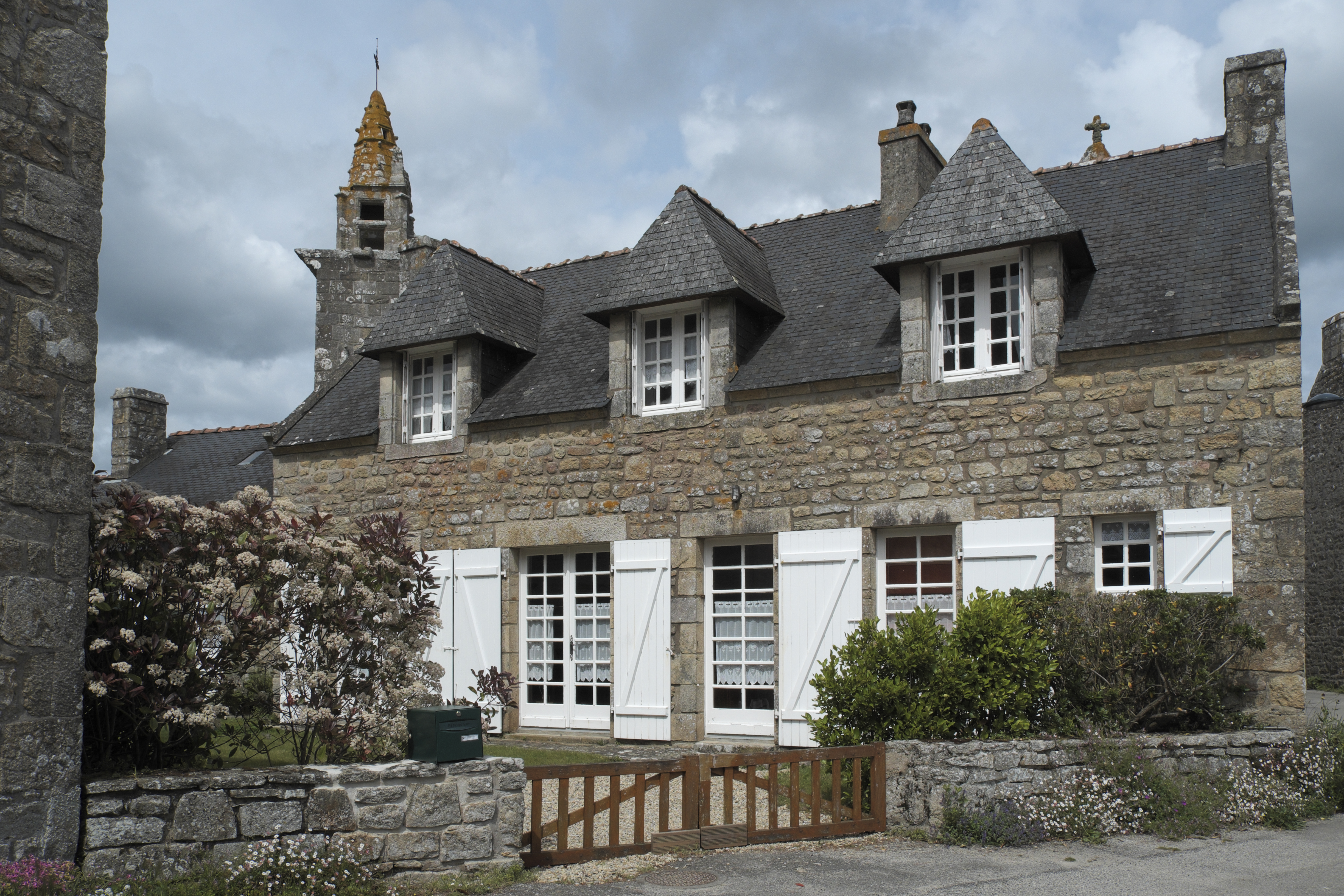
Typisches Haus

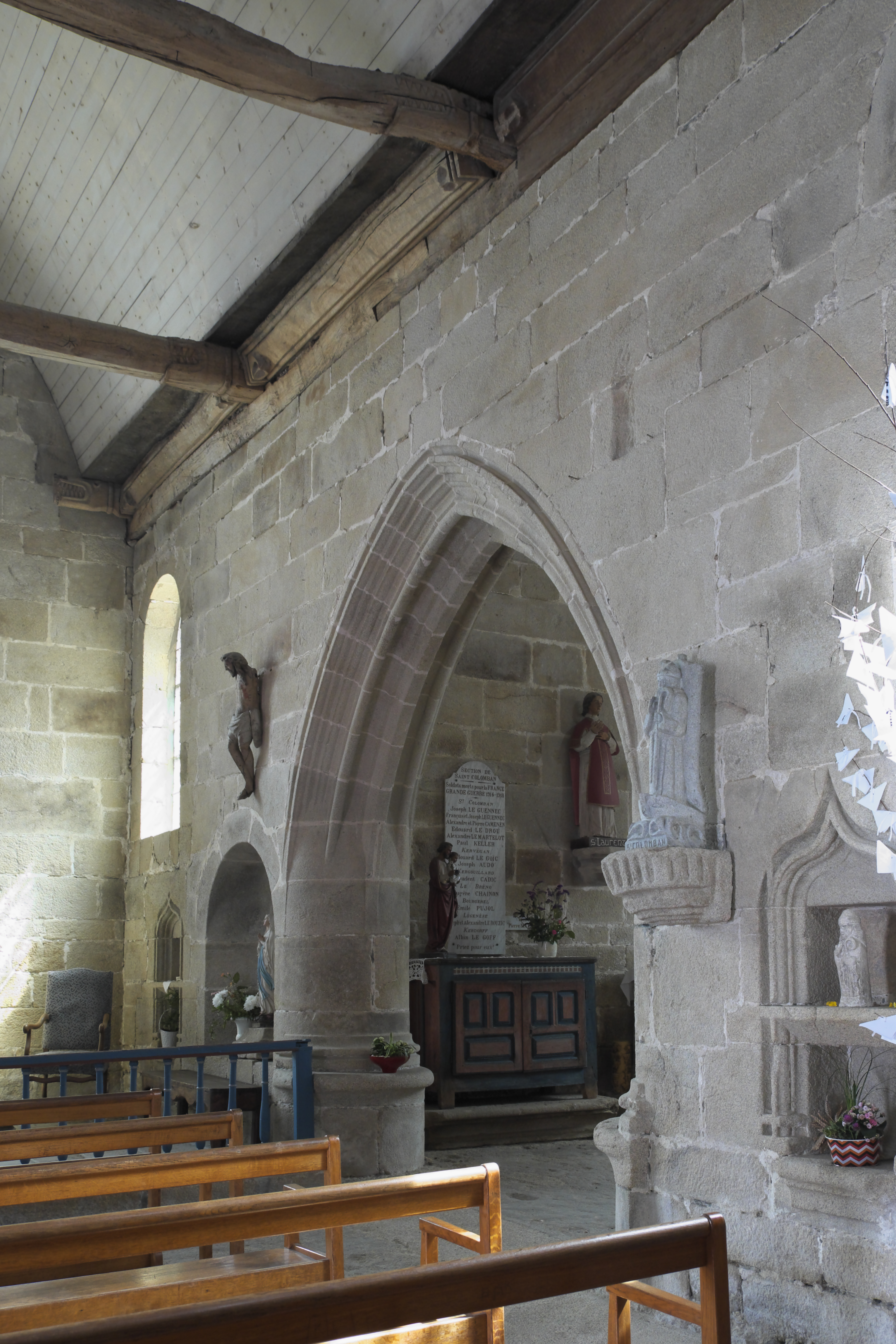
Innenaufnahme der Kapelle St-Colomban

Saint-Colomban ist ein Ortsteil der französischen Gemeinde Carnac im Département Morbihan der Region Bretagne.
Der Weiler liegt circa eineinhalb Kilometer westlich von Carnac. Er ist über eine Sackstraße zu erreichen.
Der Ort besteht aus alten Steinhäusern, der Kapelle St-Colomban und einigen wenigen Neubauten aus der zweiten Hälfte des 20. Jahrhunderts. 

## Sehenswürdigkeiten
- Kapelle St-Colomban (Monument historique), erbaut Ende des 16. Jahrhunderts
- Brunnen Saint-Colomban (Monument historique) aus dem 16. Jahrhundert